# 뮌헨-오버바이에른 대관구
뮌헨-오버바이에른 대관구(독일어: Gau München–Oberbayern)는 1933년부터 1945년까지 오버바이에른 현 지역에 있던 나치 독일의 대관구이다. 1926년부터 1933년까지는 나치당 내 지역 조직 구분 중 하나였다.

## 역사

### 나치당 내 대관구 수립
원래 나치의 대관구(Gau) 조직은 1926년 5월 22일 나치당 회의에서 지역당 조직 구조 개선을 목적으로 창립한 구역이었다. 초기의 대관구 시스템에서는 내부 권력투쟁으로 대관구 국경과 지도자가 자주 바뀌었다. 뮌헨-오버바이에른 대관구는 거의 모든 영역이 오버바이에른 현과 비슷했으며, 주도는 뮌헨이었다.

### 1926-1933년의 대관구
뮌헨-오버바이에른 대관구는 바이에른에 '대관구' 시스템이 본격적으로 공식화된 1929년 11월 1일부터 아돌프 바그너가 통치하였다. 그는 1944년 사망할 때까지 통치하고 있었다. 이 대관구는 뮌헨 대관구, 오버바이에른 대관구가 합쳐져서 만들어진 행정 구역이었다. 1920년대 나치 운동의 심장부였던 바이에른 지역은 1930년까지는 히틀러 개인의 뿌리깊은 영역으로, 당시만 해도 대관구(Gau) 대신 소관구(Untergaue)라는 말을 써서 당 수뇌부 산하에 있음을 강조하였다. 히틀러의 야망이 국가 전체로 바뀌고 나서야 바이에른에 대한 관심이 줄어들었다. 내부 권력 투쟁이 잦아든 후, 바이에른에는 다음과 같은 6개의 대관구가 수립되었다.
- 슈바벤 대관구
- 뮌헨-오버바이에른 대관구
- 마인프랑켄 대관구
- 바예리체 오스트마르크 대관구
- 프랑켄 대관구
- 라인팔츠 대관구

뮌헨-오버바이에른 대관구는 다른 대관구들과는 다른, 더 높은 위치의 권력을 가지기를 원했다. 이러한 것을 원했던 이유 중 한가지는 뮌헨이 "운동"(독일어: Hauptstadt der Bewegung)의 발상지였기 때문이었다. 이후 이 대관구는 더 높은 위치에 있다는 의미로 "Traditionsgau München-Oberbayern"라고 스스로 불렀다.

### 1933-1945년의 대관구
1933년 1월 30일, 나치 독일이 권력을 장악하는 소위 마흐터그라이풍 사건 이후 나치 독일은 Länder라는, 주 단위의 행정부를 완전히 없애버렸다. 이후 나치당 내에서는 구 행정구조는 나치당 내에 있던 대관구 시스템으로 바뀔 것이라고 추측했다. 하지만, 히틀러는 현지 당지도자들을 화나게 해 당 내부에 권력투쟁이 심화될 것이라는 우려로 이에 대해 주저했다.
점차적으로 대관구지휘자가 영역을 넓혀가며 명목상으로는 독일 주 내에서 가장 높은 권력을 가진 주총리를 밀어냈다. 이와 같이, 대관구 시스템은 갑작스럽게 바뀌진 않았으나 1934년까지 점진적으로 당구역에서 실제 행정적, 사무적 구역으로 바뀌어갔다. 1934년 1월 30일 "독일국의 재건에 관한 법률" 재정으로부터 시작된 모든 정치적 반대파를 숙청하는 글라이히샬퉁(Gleichschaltung)라는 과정으로 주 권력이 최종적으로 대관구로 완전히 넘어갔다.
바이에른의 대관구 중 가장 인구가 많은 대관구인 뮌헨-오버바이에른 대관구는 히틀러의 개인적 친구인 아돌프 바그너가 대관구지휘자를 맡았으며, 그는 권력 증대를 위해 이웃한 슈바벤 대관구를 합병하고자 했다.
대관구지휘자는 히틀러가 직접 임명하였으며, 대관구지휘자는 히틀러의 통제만 받았다. 실제로, 히틀러는 각 지방 지도자들의 업무를 거의 간섭하지 않았으며 대관구지휘자의 권력은 거의 절대적이였다.
바이에른 지역의 5개 곳 대관구지휘자와는 별도로 바이에른의 주총리는 명목상 여전히 존재했는데, 나치 정치인 루트비히 시베르트가 주총리였으며 1942년 사망한 후에는 파울 기슬러가 이어받았다. 또한, 국가에 여전히 존재했던 제3의 기관인 프란츠 폰 에프 기사가 국가지사를 맡았으나, 명목상이였을 뿐 실제 권력은 없었다.
이 대관구는 나치 독일 최초의 강제수용소인 다하우 강제 수용소가 세워졌다. 이 수용소는 나치가 권력을 잡은 직후 세워졌다.
제2차 세계 대전이 발발하면서 대관구지휘자 및 대관구의 권력은 주 정부와 비교하여 점점 비대해졌다. 대관구지휘자 대다수는 각 군관구(Wehrkreis) 내에서 전쟁지원을 담당했다.
대관구지휘자 바그너가 병이 들어 아파가자 그의 부관이었던 파울 기슬러가 대관구 권한대행으로 활동하기 시작했다. 1944년 4월 바그너가 사망하고 난 이후 기슬러가 정식으로 대관구지휘자를 이어받았다.
전쟁이 계속되고 나치 독일이 절박한 상태로 내려가자 1942년 11월부터 대관구지휘자가 대관구 내 전쟁지원 역할을 완전히 위임받았다.
1944년 9월부터 시작된 독일의 모든 남성을 동원하는 국민돌격대의 모집을 대관구지휘자가 맡게 되었다. 대관구지휘자는 국가방위판무관(Reichsverteidigungskommissar)의 지위를 차지했으며, 독일 국방군과는 경쟁상대였다. 파울 기슬러는 스와비아와 과거의 오스트리아 대관구였던 3개 관구의 국민돌격대를 맡았다.
전쟁이 끝나고 나치 독일이 붕괴되었으나 여전히 기슬러는 나치 편이였으며, 1945년 4월 28일 바이에른의 수도에서 일어난 봉기를 SS를 동원하여 진압했다. 봉기 지도자이자 독일 국방군의 장교였던 루프레트 게르그로스(Rupprecht Gerngroß)는 살아남았으나, 그의 지지자 대부분이 기슬러의 명령에 따라 처형당했다.

## 전후
전후 오버바이에른 지역 전부가 다른 바이에른 지역처럼 미국 점령 하의 군정기에 들어갔다. 바이에른 지역 중에서는 팔츠 지역만 따로 분리되어 프랑스 점령 지역으로 들어갔다. 점령지의 정치권력은 바이에른 신정부 하로 들어가게 되었다. 공식적으로는 해산을 선포하지 않은 Regierungsbezirk Swabia이 이 지역의 행정부를 장악하였다. 이 당시 가장 큰 문제는 파괴된 도시의 재건과 난민 문제였다.
뮌헨-오버바이에른 대관구의 마지막 대관구지휘자인 파울 기슬러는 연합군에게 체포될 것이 두려워 아내와 함께 자살시도를 했으나 실패하였고 1945년 5월 8일 베르히테스가덴 근처에서 그의 보좌관에게 총에 맞아 사망했다.

## 지역 내 기타 나치 조직
나치 조직 산하의 여러 부서들은 대관구 시스템처럼 간소화되지 않았으며 각 조직이 치열하게 독립적이였고 서로 경쟁하였다. 예를 들어, 바비에른 지역은 6개의 대관구, 4개의 돌격대 군관구, 3개 친위대 군관구, 6개 히틀러 청소년단 관구로 쪼개져 있었다.
뮌헨-오버바이에른 대관구는 제7군관구에 속해 있었으며, 이 군관구도 관구 수도를 뮌헨에 두고 있었다.

## 대관구지휘자
대관구 내 가장 높은 지휘자인 대관구지휘자는 다음과 같다.
- 아돌프 바그너 - 1929년 11월 1일 - 1944년 4월 12일
- 파울 기슬러 - 1944년 4월 12일 - 1945년 5월

### 대관구 부지휘자
관구 내에서 두번째로 높은 직위이자 대관구지휘자가 질병 등의 사유로 궐위 상태일 시 권한대행을 맡는 Stellvertretende Gauleiter는 다음과 같았다.
- 오토 니폴트 - 1932년 12월 - 1940년 5월 17일
- 요아힘 폰 몰트케 - 1940년 - 1942년
- 파울 기슬러 - 1942년 6월 28일 - 1944년 4월 12일

## 대관구 내 행정구역
1932년 구조 개편 이후 모든 대관구와 마찬가지로 뮌헨-오버바이에른 대관구는 산하 행정구역이 나누어졌다.
- Kreise (26) - '디스트릭트'와 같음
- Ortsgruppen (249)
- Zellen (1,291)
- Blocks (4,258)